# 7649 Bougainville
7649 Bougainville è un asteroide della fascia principale. Scoperto nel 1990, presenta un'orbita caratterizzata da un semiasse maggiore pari a 2,5664670 UA e da un'eccentricità di 0,0974442, inclinata di 5,88449° rispetto all'eclittica.